# محمودخان
محمودخان یک روستا در دهستان حومه شرقی شهرستان ایذه واقع در استان خوزستان است.
بنابر سرشماری نفوس و مسکن سال ۱۳۸۵ این روستا دارای ۳۱ نفر جمعیت در قالب ۷ خانوار است.